# 2018年古巴議會選舉
2018年古巴議會選舉於3月11日舉行，產生新一屆全国人民政权代表大会代表，並同時舉行省級人民政權代表大會選舉。由於時任國務委員會主席劳尔·卡斯特罗已表明不尋求連任，新一屆全國人民政權代表大會將選出其繼任人。
本次選舉沒有規定參選人必須是古巴共产党黨員，但參選名單上大多是古巴共产党黨員，找不到任何一位已知的反對派人物。經更新後的合資格選民人數為8,639,989人。

## 選舉制度
本次古巴全國和省級議會選舉採用等额选举，而參選人名單由官方緊密控制。
全國人民政權代表大會選舉選出605名代表。選民可選擇投票給自己選區的整張名單或投給名單上的指定參選人。參選人需要取得不少於50%有效票方可當選。如果無參選人達到50%門檻，該席位將懸空，但國務委員會可選擇舉行補選。

## 選舉結果
國家選舉委員會表示有7,399,891名合資格選民在3月11日的選舉中投票，投票率為85.65%，而有效票佔94.42%。新一屆全國人民政權代表大會的605名代表皆以過半數有效票當選。
| 選項                               | 票數      | %     | 席次 |
| ---------------------------------- | --------- | ----- | ---- |
| 選擇整張名單                       | 5,620,713 | 80.44 | 605  |
| 選擇指定參選人                     | 1,366,328 | 19.56 | 605  |
| 無效票或空白票                     | 412,850   | –     | –    |
| 總計                               | 7,399,891 | 100   | 605  |
| 已登記選民／投票率                 | 8,639,989 | 85.65 | –    |
| 來源：Granma（页面存档备份，存于） |           |       |      |